# Women’s Royal Canadian Naval Service

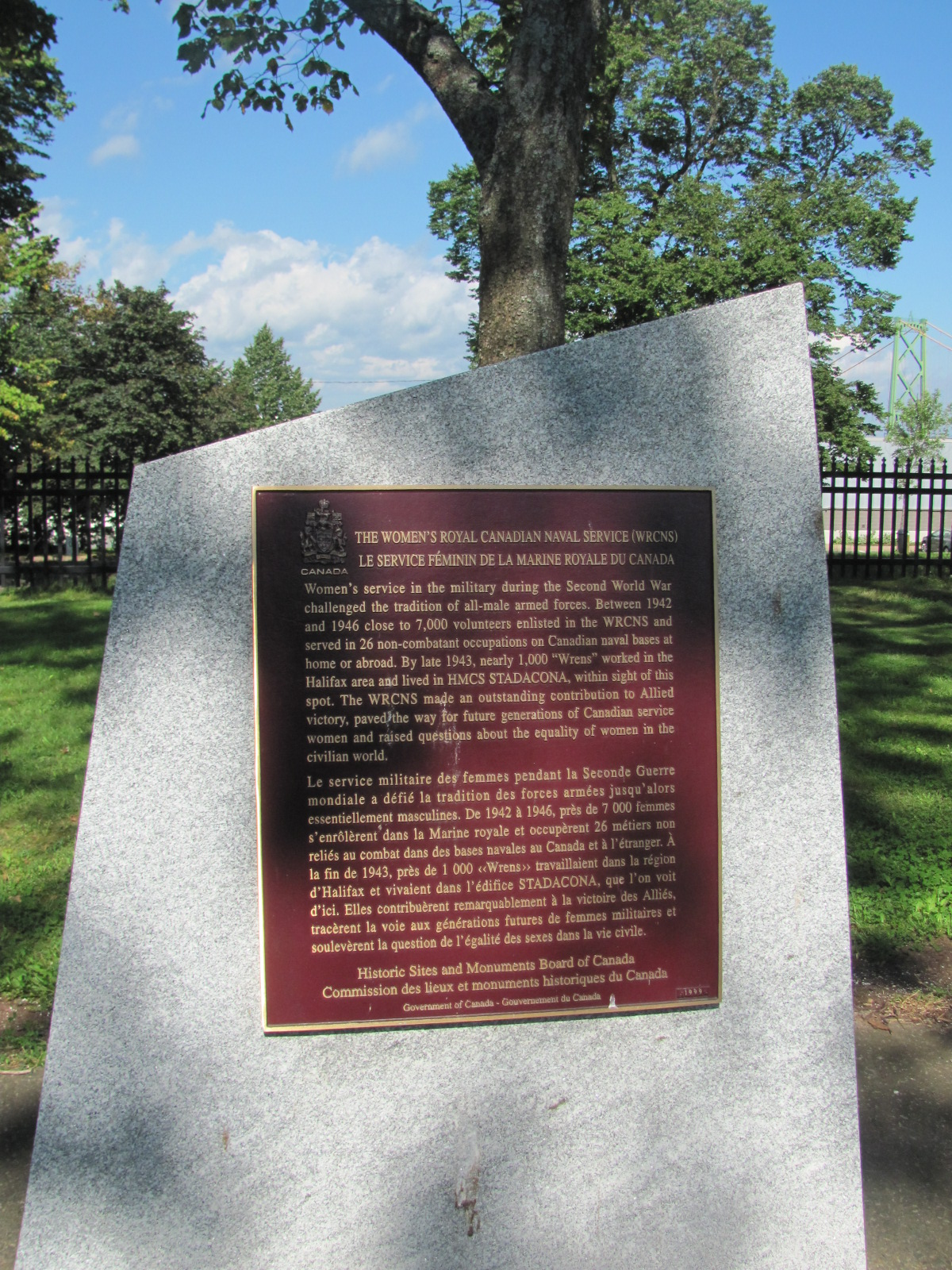
Plakette zu Ehren der kanadischen Wrens nahe dem Marinemuseum von Halifax

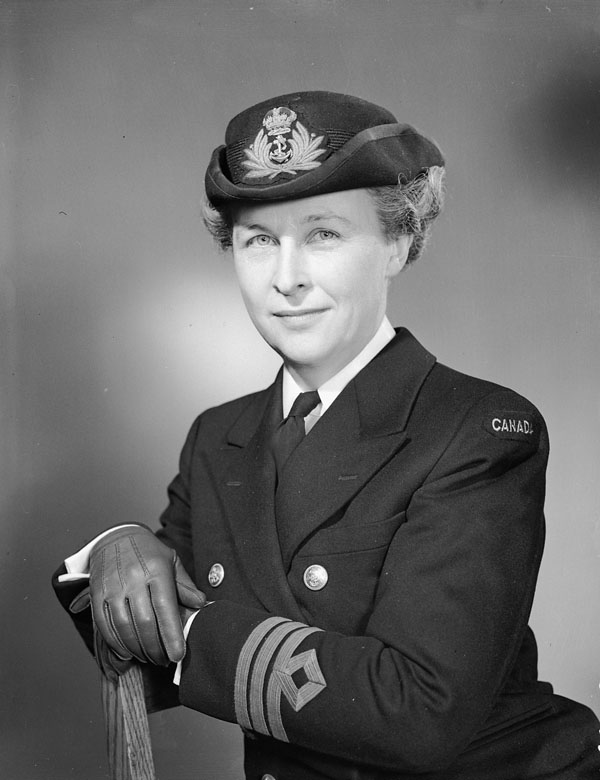
Commander Adelaide Sinclair, die Direktorin des WRCNS (Juli 1944)

Der Women’s Royal Canadian Naval Service (deutsch etwa „Königlich Kanadischer Marinedienst der Frauen“), kurz WRCNS, war der Teil der Royal Canadian Navy (RCN), also der Marine der kanadischen Streitkräfte, der Frauen zugänglich war.
Eine gängige Kurzbezeichnung sowohl für den Dienst als auch für die dort dienenden Frauen war Wrens (Singular: Wren, deutsch wörtlich: „Zaunkönig“), wie es auch bei den weiblichen Angehörigen der britischen Royal Navy üblich war.

## Geschichte
Der WRCNS wurde während des Zweiten Weltkriegs am 31. Juli 1942 gegründet. Als Pendant bei der kanadischen Armee entsprach ihm das Canadian Women’s Army Corps und die Royal Canadian Air Force Women’s Division bei der Luftwaffe, deren Frauen-Organisationen bereits 1941 gegründet worden waren.
Insgesamt dienten 6783 Frauen freiwillig im WRCNS, davon starben elf im aktiven Dienst durch Krankheit oder Unfälle. Während die meisten in Kanada und Neufundland (damals ein separates Dominion) stationiert waren, hauptsächlich in den Marinebasen (Canadian Forces Base) CFB Esquimalt (Pazifik) und CFB Halifax (Atlantik) sowie unter dem Decknamen HMCS Avalon auf Neufundland, wurden wenige Hundert in die Vereinigten Staaten oder ins Vereinigte Königreich versetzt, beispielsweise nach London, Plymouth, Londonderry, Washington DC oder New York City.
Ihre Tätigkeiten umfassten 39 unterschiedliche Berufe, darunter Verwaltungs- und Büroarbeit, Signalisierungaufgaben, Ver- und Entschlüsselung von Nachrichten sowie Funktelegrafie.
Direktorin des WRCNS war Adelaide Sinclair (Bild), zunächst im Rang eines Lieutenant Commander (entspricht Korvettenkapitän), später Commander (Fregattenkapitän).
Nach dem Krieg, am 31. August 1946, wurde der WRCNS aufgelöst.

## Würdigung
In Kanada wird dem Dienst der Frauen in den kanadischen Streitkräften des Zweiten Weltkriegs, also neben dem im WRCNS auch dem im Canadian Women’s Army Corps (CWAC) und dem in der Canadian Women’s Auxiliary Airforce (CWAAF), gedacht. Die kanadische Bundesregierung, vertreten durch den zuständigen Minister, erklärte den Dienst der Frauen als „Entry of Women in the Military in World War II National Historic Event“ am 24. November 1994 zu einem „nationalen historischen Ereignis“.